# Hyloniscus riparius
Hyloniscus riparius är en kräftdjursart som först beskrevs av Koch 1838.  Hyloniscus riparius ingår i släktet Hyloniscus och familjen Trichoniscidae. Arten har ej påträffats i Sverige.

## Underarter
Arten delas in i följande underarter:
- H. r. perkeo
- H. r. oedematicus
- H. r. nigropunctatus
- H. r. alemannicus